# Garfield – kot prawdziwy
Garfield – kot prawdziwy lub Garfield ucieka z komiksu (ang. Garfield Gets Real, 2007) – amerykański film animowany zrealizowany w technice komputerowej. Film opowiada o kolejnych przygodach Garfielda. Premiera filmu z polskim dubbingiem miała miejsce 6 lutego 2010 roku na antenie Canal+.

## Opis fabuły
Znudzony swoim życiem Garfield postanawia uciec z kart komiksu do prawdziwego świata. Tam Garfield dowiaduje się, że komiks przestanie się ukazywać, dopóki nie wróci do niego w umówionym czasie.

## Obsada
- Frank Welker –
  - Garfield
  - Keith
  - Rekwizytor, chłopak
  - Nerd
  - Dwugłowy facet
  - Got, dziecko
  - Hardy (głos)
- Rajia Baroudi –
  - Sheila
  - Dziewczyna z concertiną (głos)
- Gregg Berger –
  - Odie
  - Shecky
  - Hale (głos)
- Jennifer Darling
  - Bonita
  - Matka
  - Rusty
  - Bobby (głos)
- Greg Eagles – Eli (głos)
- Pat Fraley –
  - Gnom, dostawca
  - Sid (głos)
- Jason Marsden – Nermal
- David Michie – Właściciel taśmy (głos)

## Wersja polska
Wersja polska: na zlecenie Canalu+ – DUBBFILM

Reżyseria: Dobrosława Bałazy

Dialogi: Kamila Klimas-Przybysz

Dźwięk i montaż: Renata Gontarz

Kierownictwo produkcji: Romuald Cieślak

Wystąpili:
- Sławomir Pacek – Garfield
- Krzysztof Szczerbiński  – Odie
- Jarosław Domin  – Shecky
- Waldemar Barwiński – Jon
- January Brunov –
  - Billy,
  - Waldi
- Julia Kołakowska – Arlene
- Piotr Bajor – Wally
- Mikołaj Klimek – Eli
- Anna Apostolakis – Sheila
- Wojciech Paszkowski – Charles
- Marcin Troński – Sid
- Leszek Zduń – Randy
- Katarzyna Tatarak – Bonita
- Marcin Hycnar – Nermal
- Janusz Wituch –
  - Henio,
  - Heniek
- Hanna Kinder-Kiss – Bobby
- Grzegorz Kwiecień – Eric
- Grzegorz Drojewski – Rekwizytor

oraz
- Monika Wierzbicka
- Beata Łuczak
- Kinga Tabor
- Robert Czebotar
- Cezary Kwieciński
- Mirosław Wieprzewski
- Marek Bocianiak
- Sebastian Świerszcz

Lektor: Paweł Bukrewicz